# Paradoxe du chat beurré

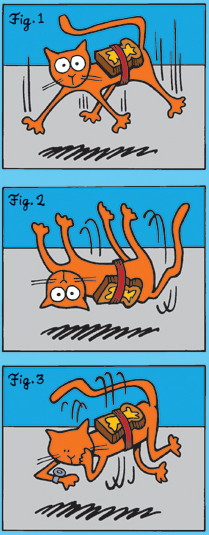
Bande dessinée illustrant l'expérience de pensée.

Le paradoxe du chat beurré est un paradoxe fondé sur la combinaison sarcastique de deux adages : 
1. un chat retombe toujours sur ses pattes.
2. une tartine beurrée tombe toujours du côté du beurre.

Le paradoxe apparaît lorsque l'on considère ce qui arriverait si l'on attache une tartine beurrée (face beurrée orientée vers l'extérieur) sur le dos d'un chat, et que l'on lâche le chat depuis une hauteur importante.

## Expérience de pensée
Une analyse ironique peut conduire à la conclusion que l'expérience produira un effet d'antigravité. Comme ni le beurre ni les pattes ne peuvent finir en l'air, l'ensemble chat-tartine ralentira à l'approche du sol et commencera à tourner, pour finalement atteindre un état stationnaire près du sol tandis qu'il tournera rapidement comme le côté beurré de la tartine et les pattes du chat tenteront d'atterrir. Toujours dans cette analyse ironique, on pourrait régler la quantité de beurre pour égaler la force des pattes du chat.

## Culture populaire
- En 1993, le magazine Omni annonce le gagnant de la 54e compétition. Le paradoxe, envoyé par John Frazee de Kingston de New York remporte le grand prix[2].
- En juin 2003, Kimberly Miner gagne un Student Academy Award pour son film Perpetual Motion. Miner s'est inspiré d'un article écrit par un camarade de lycée qui avait exploré les implications possibles de l'idée du chat beurré[3],[4].
- Dans la bande dessinée Jack B. Quick, le personnage titre cherche à tester cette théorie.
- Le 31 mars 2005, la bande dessinée en ligne Bunny présente le plan Pink bunny pour le « générateur de courant MoggieToast5k à mouvement perpétuel », basé sur la loi de Murphy[5].
- Dans Science Askew, Donald E. Simanek commente ce phénomène[6].
- En 2011, le mème Internet Nyan Cat est une illustration du paradoxe en figurant un chat flottant dans les airs, avec une pop-tarte sur le dos.
- Dans la bande dessinée Kid Paddle, cette théorie est testée.
- En 2012, la marque de boisson énergisante Flying Horse a mis en scène le paradoxe du chat beurré dans une de ses publicités[7].

## En pratique
En pratique, les chats ont en effet une aptitude à se retourner quand ils tombent, connue sous le nom de réflexe de redressement du chat. Cela leur permet généralement de retomber sur leurs pattes quand ils sont lâchés d'une hauteur suffisante, soit d'au moins 30 cm.
La tartine étant un objet inanimé, elle n'a ni la volonté ni les capacités de se redresser seule. Une étude de la Manchester Metropolitan University, effectuée sur base de cent lâchers de tartines beurrées en condition de laboratoire, a cependant établi que la tartine atterrit majoritairement du côté beurré en fonction de la façon dont elle tombe (habituellement d'une table) et de l'influence aérodynamique des trous dans la tartine.  La tartine est invariablement posée sur la face non beurrée quand elle tombe de la table. Lorsqu'elle tombe, elle tourne et tombe d'une hauteur typique et atterrit, d'après les résultats de l'étude, du côté beurré dans 81 % des cas.